# Ján Golian

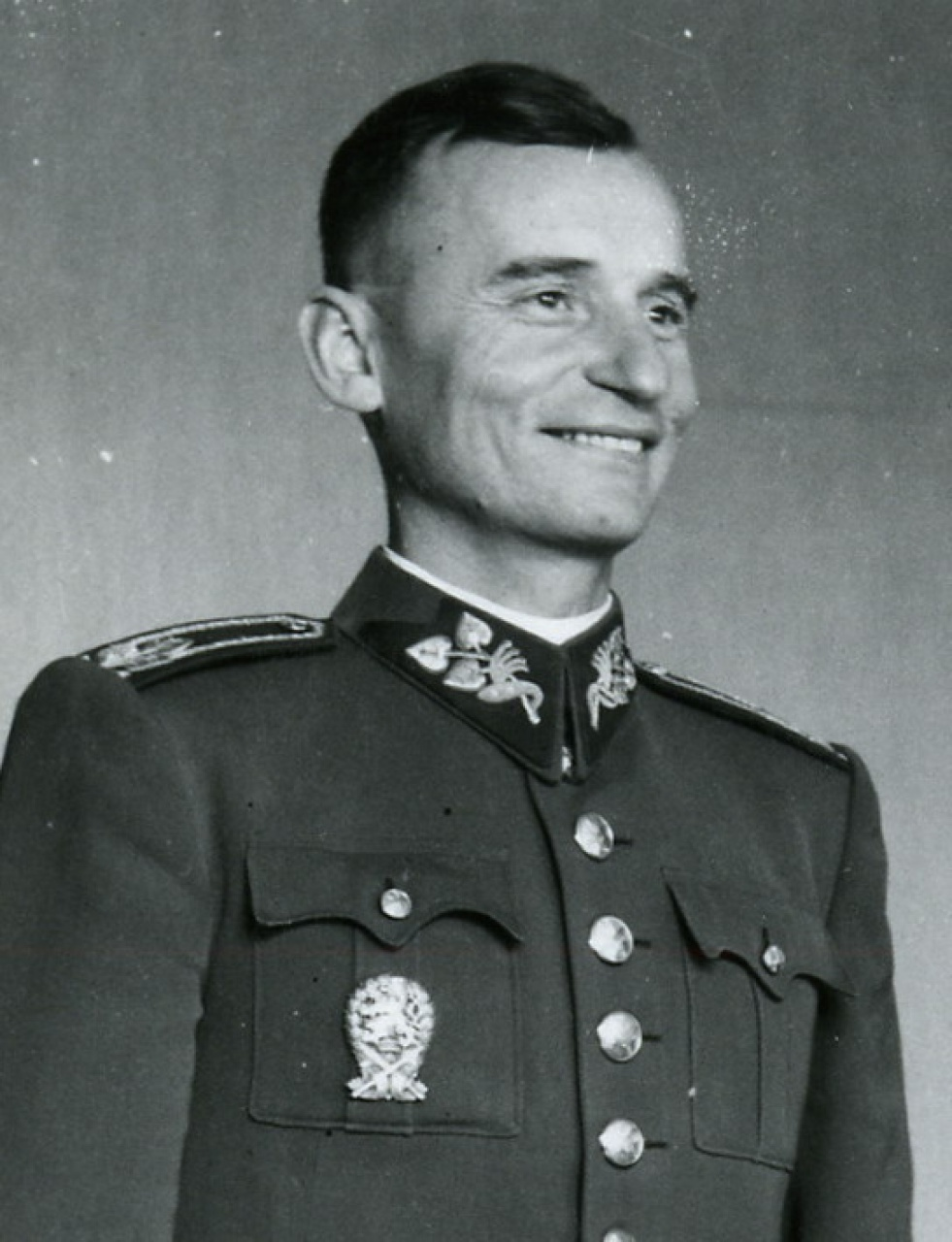
Ján Golian (vor 1939)

Ján Golian, Pseudonyme Ley, Gama (* 26. Januar 1906 in Dombóvár, Österreich-Ungarn; † 1945 im KZ Flossenbürg), war ein slowakischer Brigadegeneral im Rang eines Generalmajors. Er war einer der Hauptorganisatoren und zeitweiliger Oberbefehlshaber der slowakischen Aufstandsarmee während des Slowakischen Nationalaufstands (29. August bis 28. Oktober 1944).

## Leben
Den militärischen Oberbefehl hatte Golian bereits in der Vorbereitungsphase des Aufstands ab 30. April 1944 inne. Am 5. September 1944 wurde er in den Rang eines Generals erhoben, womit sich der Slowakische Nationalrat über die Entscheidung der tschechoslowakischen Exilregierung in London stellte. Golian übergab den Oberbefehl an General Rudolf Viest, nach dessen Ankunft in Banská Bystrica am 7. Oktober 1944 und diente ihm in den letzten drei Wochen des Aufstands als sein Adjutant. Nachdem die Niederlage der Aufständischen besiegelt war, forderten die beiden Generäle am 27. Oktober die verbleibenden Einheiten auf, den Kampf im Untergrund fortzusetzen. Golian und Viest wurden vom deutschen Sondereinsatzkommando 14 am 3. November in Pohronský Bukovec im Okres Banská Bystrica gefangen genommen. Über Berlin ins KZ Flossenbürg in der Oberpfalz verbracht, wurden beide nach Folterungen 1945 hingerichtet.

## Ehrungen
Die Gemeinde Golianovo bei Nitra ist seit 1948 nach ihm benannt.